# Nunak
De Nunak of de Nunak-Maku zijn een Colombiaanse indianenstam die leven in het gebied tussen de Guaviare en de Inírida aan de grens van het Amazonegebied. Ze vormen een van de zes stammen van het Maku-volk, een volk van jager-verzamelaars in het bronnengebied van de noordwestelijke Amazone.
In 1991 voerde Survival International campagne voor hen en dit resulteerde in de formatie van een resguardo (territorium officieel onder indiaans octrooi) dat 95% van het Nunak-gebied omspande. De aanslepende Colombiaanse Burgeroorlog resulteerde in de 'verplaatsing' van een 500-tal indianen uit hun gebied. Ongeveer 300 à 400 leven nog in hun eigen gebied. De regering staat de terugkeer van de 'verplaatste' indianen niet in de weg maar helpt hen ook niet. Na hun eerste contact met de buitenwereld in 1988 werden veel indianen ziek (malaria en griep). De stam werd gedecimeerd. Later kregen zij andere problemen: de guerrillero's van de Revolutionaire Strijdkrachten van Colombia (FARC) en Colombiaanse paramilitairen palmden het gebied van de Nunak in. Ze richtten lucratieve cocaplantages op en gebruiken de indianen als slaven.

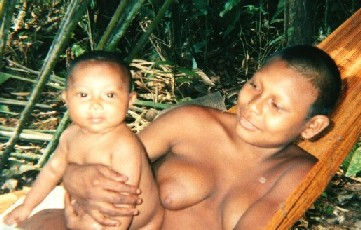
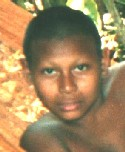